# Perrin d'Angicourt
Perrin d'Angicourt est un trouvère picard du XIIIe siècle originaire du Beauvaisis,.

## Biographie
Perrin d'Angicourt (fl. 1245-1270), est originaire d'Angicourt en Beauvaisis et fut actif dans les milieux littéraires d'Arras, « dans les dernières années du règne de Philippe Auguste ». Il s'attacha à Charles d'Anjou, frère de Saint Louis. Il rédigeait ses écrits en langue picarde, il a laissé une trentaine de poèmes, cultivait la poésie et composait des chansons.
Il finit ses jours en Provence, maître de chapelle à la cour du roi de Naples.